# Jaapiella thyrsiflora
Jaapiella thyrsiflora är en tvåvingeart som beskrevs av Fedotova 1997. Jaapiella thyrsiflora ingår i släktet Jaapiella och familjen gallmyggor. Inga underarter finns listade i Catalogue of Life.